# Список астероїдів (115801—115900)
| Назва                            | Тимчасове позначення | Дата відкриття    | Місце відкриття             | Відкривач                  |
| -------------------------------- | -------------------- | ----------------- | --------------------------- | -------------------------- |
| 115801 Пунахоу (Punahou)         | 2003 UW236           | 23 жовтня 2003    | Обсерваторія Джанк-Бонд     | Девід Гілі                 |
| (115802) 2003 UX237              | 2003 UX237           | 23 жовтня 2003    | Обсерваторія Кітт-Пік       | Spacewatch                 |
| (115803) 2003 UY237              | 2003 UY237           | 23 жовтня 2003    | Обсерваторія Галеакала      | NEAT                       |
| (115804) 2003 UE238              | 2003 UE238           | 23 жовтня 2003    | Обсерваторія Галеакала      | NEAT                       |
| (115805) 2003 UG238              | 2003 UG238           | 23 жовтня 2003    | Обсерваторія Галеакала      | NEAT                       |
| (115806) 2003 UH238              | 2003 UH238           | 23 жовтня 2003    | Обсерваторія Галеакала      | NEAT                       |
| (115807) 2003 UJ238              | 2003 UJ238           | 23 жовтня 2003    | Обсерваторія Галеакала      | NEAT                       |
| (115808) 2003 UL238              | 2003 UL238           | 23 жовтня 2003    | Обсерваторія Галеакала      | NEAT                       |
| (115809) 2003 UR239              | 2003 UR239           | 24 жовтня 2003    | Сокорро (Нью-Мексико)       | LINEAR                     |
| (115810) 2003 UU239              | 2003 UU239           | 24 жовтня 2003    | Сокорро (Нью-Мексико)       | LINEAR                     |
| (115811) 2003 UH240              | 2003 UH240           | 24 жовтня 2003    | Сокорро (Нью-Мексико)       | LINEAR                     |
| (115812) 2003 UD243              | 2003 UD243           | 24 жовтня 2003    | Сокорро (Нью-Мексико)       | LINEAR                     |
| (115813) 2003 US243              | 2003 US243           | 24 жовтня 2003    | Сокорро (Нью-Мексико)       | LINEAR                     |
| (115814) 2003 UZ243              | 2003 UZ243           | 24 жовтня 2003    | Сокорро (Нью-Мексико)       | LINEAR                     |
| (115815) 2003 UF244              | 2003 UF244           | 24 жовтня 2003    | Сокорро (Нью-Мексико)       | LINEAR                     |
| (115816) 2003 UT245              | 2003 UT245           | 24 жовтня 2003    | Сокорро (Нью-Мексико)       | LINEAR                     |
| (115817) 2003 UV245              | 2003 UV245           | 24 жовтня 2003    | Сокорро (Нью-Мексико)       | LINEAR                     |
| (115818) 2003 UH246              | 2003 UH246           | 24 жовтня 2003    | Сокорро (Нью-Мексико)       | LINEAR                     |
| (115819) 2003 UK246              | 2003 UK246           | 24 жовтня 2003    | Сокорро (Нью-Мексико)       | LINEAR                     |
| (115820) 2003 UK250              | 2003 UK250           | 25 жовтня 2003    | Сокорро (Нью-Мексико)       | LINEAR                     |
| (115821) 2003 UP251              | 2003 UP251           | 25 жовтня 2003    | Обсерваторія Галеакала      | NEAT                       |
| (115822) 2003 UA252              | 2003 UA252           | 26 жовтня 2003    | Каталінський огляд          | Каталінський огляд         |
| (115823) 2003 UF252              | 2003 UF252           | 26 жовтня 2003    | Каталінський огляд          | Каталінський огляд         |
| (115824) 2003 UH252              | 2003 UH252           | 26 жовтня 2003    | Сокорро (Нью-Мексико)       | LINEAR                     |
| (115825) 2003 US252              | 2003 US252           | 26 жовтня 2003    | Обсерваторія Кітт-Пік       | Spacewatch                 |
| (115826) 2003 UT252              | 2003 UT252           | 26 жовтня 2003    | Обсерваторія Кітт-Пік       | Spacewatch                 |
| (115827) 2003 UW252              | 2003 UW252           | 26 жовтня 2003    | Обсерваторія Кітт-Пік       | Spacewatch                 |
| (115828) 2003 UR253              | 2003 UR253           | 22 жовтня 2003    | Паломарська обсерваторія    | NEAT                       |
| (115829) 2003 UU253              | 2003 UU253           | 22 жовтня 2003    | Станція Андерсон-Меса       | LONEOS                     |
| (115830) 2003 UO255              | 2003 UO255           | 25 жовтня 2003    | Сокорро (Нью-Мексико)       | LINEAR                     |
| (115831) 2003 UX258              | 2003 UX258           | 25 жовтня 2003    | Сокорро (Нью-Мексико)       | LINEAR                     |
| (115832) 2003 UA259              | 2003 UA259           | 25 жовтня 2003    | Сокорро (Нью-Мексико)       | LINEAR                     |
| (115833) 2003 UB259              | 2003 UB259           | 25 жовтня 2003    | Сокорро (Нью-Мексико)       | LINEAR                     |
| (115834) 2003 UP259              | 2003 UP259           | 25 жовтня 2003    | Сокорро (Нью-Мексико)       | LINEAR                     |
| (115835) 2003 UD260              | 2003 UD260           | 25 жовтня 2003    | Сокорро (Нью-Мексико)       | LINEAR                     |
| (115836) 2003 UJ260              | 2003 UJ260           | 25 жовтня 2003    | Сокорро (Нью-Мексико)       | LINEAR                     |
| (115837) 2003 US260              | 2003 US260           | 25 жовтня 2003    | Обсерваторія Галеакала      | NEAT                       |
| (115838) 2003 UX260              | 2003 UX260           | 26 жовтня 2003    | Станція Андерсон-Меса       | LONEOS                     |
| (115839) 2003 UD262              | 2003 UD262           | 26 жовтня 2003    | Обсерваторія Кітт-Пік       | Spacewatch                 |
| (115840) 2003 UJ262              | 2003 UJ262           | 26 жовтня 2003    | Обсерваторія Галеакала      | NEAT                       |
| (115841) 2003 UL262              | 2003 UL262           | 26 жовтня 2003    | Обсерваторія Галеакала      | NEAT                       |
| (115842) 2003 UP262              | 2003 UP262           | 26 жовтня 2003    | Обсерваторія Галеакала      | NEAT                       |
| (115843) 2003 UN264              | 2003 UN264           | 27 жовтня 2003    | Сокорро (Нью-Мексико)       | LINEAR                     |
| (115844) 2003 UU264              | 2003 UU264           | 27 жовтня 2003    | Сокорро (Нью-Мексико)       | LINEAR                     |
| (115845) 2003 UY264              | 2003 UY264           | 27 жовтня 2003    | Сокорро (Нью-Мексико)       | LINEAR                     |
| (115846) 2003 UA265              | 2003 UA265           | 27 жовтня 2003    | Сокорро (Нью-Мексико)       | LINEAR                     |
| (115847) 2003 UF265              | 2003 UF265           | 27 жовтня 2003    | Сокорро (Нью-Мексико)       | LINEAR                     |
| (115848) 2003 UL266              | 2003 UL266           | 28 жовтня 2003    | Сокорро (Нью-Мексико)       | LINEAR                     |
| (115849) 2003 UD267              | 2003 UD267           | 28 жовтня 2003    | Сокорро (Нью-Мексико)       | LINEAR                     |
| (115850) 2003 UN268              | 2003 UN268           | 28 жовтня 2003    | Сокорро (Нью-Мексико)       | LINEAR                     |
| (115851) 2003 UT269              | 2003 UT269           | 29 жовтня 2003    | Сокорро (Нью-Мексико)       | LINEAR                     |
| (115852) 2003 UX269              | 2003 UX269           | 24 жовтня 2003    | Обсерваторія Берґіш-Ґладбах | Вольф Бікель               |
| (115853) 2003 UK271              | 2003 UK271           | 17 жовтня 2003    | Паломарська обсерваторія    | NEAT                       |
| (115854) 2003 UT272              | 2003 UT272           | 29 жовтня 2003    | Сокорро (Нью-Мексико)       | LINEAR                     |
| (115855) 2003 UX272              | 2003 UX272           | 29 жовтня 2003    | Сокорро (Нью-Мексико)       | LINEAR                     |
| (115856) 2003 UY272              | 2003 UY272           | 29 жовтня 2003    | Сокорро (Нью-Мексико)       | LINEAR                     |
| (115857) 2003 UA273              | 2003 UA273           | 29 жовтня 2003    | Сокорро (Нью-Мексико)       | LINEAR                     |
| (115858) 2003 UE273              | 2003 UE273           | 29 жовтня 2003    | Сокорро (Нью-Мексико)       | LINEAR                     |
| (115859) 2003 UG273              | 2003 UG273           | 29 жовтня 2003    | Сокорро (Нью-Мексико)       | LINEAR                     |
| (115860) 2003 UT273              | 2003 UT273           | 29 жовтня 2003    | Обсерваторія Кітт-Пік       | Spacewatch                 |
| (115861) 2003 UE274              | 2003 UE274           | 29 жовтня 2003    | Обсерваторія Галеакала      | NEAT                       |
| (115862) 2003 UK274              | 2003 UK274           | 30 жовтня 2003    | Сокорро (Нью-Мексико)       | LINEAR                     |
| (115863) 2003 UL274              | 2003 UL274           | 30 жовтня 2003    | Сокорро (Нью-Мексико)       | LINEAR                     |
| (115864) 2003 US274              | 2003 US274           | 30 жовтня 2003    | Сокорро (Нью-Мексико)       | LINEAR                     |
| (115865) 2003 UY274              | 2003 UY274           | 29 жовтня 2003    | Сокорро (Нью-Мексико)       | LINEAR                     |
| (115866) 2003 UH275              | 2003 UH275           | 29 жовтня 2003    | Сокорро (Нью-Мексико)       | LINEAR                     |
| (115867) 2003 UQ278              | 2003 UQ278           | 25 жовтня 2003    | Сокорро (Нью-Мексико)       | LINEAR                     |
| (115868) 2003 UT278              | 2003 UT278           | 25 жовтня 2003    | Сокорро (Нью-Мексико)       | LINEAR                     |
| (115869) 2003 UW278              | 2003 UW278           | 25 жовтня 2003    | Сокорро (Нью-Мексико)       | LINEAR                     |
| (115870) 2003 UZ278              | 2003 UZ278           | 26 жовтня 2003    | Сокорро (Нью-Мексико)       | LINEAR                     |
| (115871) 2003 UA279              | 2003 UA279           | 26 жовтня 2003    | Обсерваторія Кітт-Пік       | Spacewatch                 |
| (115872) 2003 UC280              | 2003 UC280           | 27 жовтня 2003    | Сокорро (Нью-Мексико)       | LINEAR                     |
| (115873) 2003 UT280              | 2003 UT280           | 28 жовтня 2003    | Сокорро (Нью-Мексико)       | LINEAR                     |
| (115874) 2003 UZ280              | 2003 UZ280           | 28 жовтня 2003    | Сокорро (Нью-Мексико)       | LINEAR                     |
| (115875) 2003 UA281              | 2003 UA281           | 28 жовтня 2003    | Сокорро (Нью-Мексико)       | LINEAR                     |
| (115876) 2003 UK282              | 2003 UK282           | 29 жовтня 2003    | Станція Андерсон-Меса       | LONEOS                     |
| (115877) 2003 UO282              | 2003 UO282           | 29 жовтня 2003    | Станція Андерсон-Меса       | LONEOS                     |
| (115878) 2003 UR282              | 2003 UR282           | 29 жовтня 2003    | Станція Андерсон-Меса       | LONEOS                     |
| (115879) 2003 UV282              | 2003 UV282           | 29 жовтня 2003    | Станція Андерсон-Меса       | LONEOS                     |
| (115880) 2003 UP283              | 2003 UP283           | 30 жовтня 2003    | Сокорро (Нью-Мексико)       | LINEAR                     |
| (115881) 2003 UQ284              | 2003 UQ284           | 29 жовтня 2003    | Сокорро (Нью-Мексико)       | LINEAR                     |
| (115882) 2003 UM293              | 2003 UM293           | 18 жовтня 2003    | Сокорро (Нью-Мексико)       | LINEAR                     |
| (115883) 2003 UX299              | 2003 UX299           | 16 жовтня 2003    | Обсерваторія Кітт-Пік       | Spacewatch                 |
| (115884) 2003 UD309              | 2003 UD309           | 19 жовтня 2003    | Обсерваторія Кітт-Пік       | Spacewatch                 |
| 115885 Ganz                      | 2003 VL1             | 6 листопада 2003  | Обсерваторія Піскештето     | К. Сарнецкі, Бріґіта Шіпоч |
| (115886) 2003 VQ1                | 2003 VQ1             | 2 листопада 2003  | Сокорро (Нью-Мексико)       | LINEAR                     |
| (115887) 2003 VT1                | 2003 VT1             | 1 листопада 2003  | Сокорро (Нью-Мексико)       | LINEAR                     |
| (115888) 2003 VU1                | 2003 VU1             | 1 листопада 2003  | Сокорро (Нью-Мексико)       | LINEAR                     |
| (115889) 2003 VC2                | 2003 VC2             | 3 листопада 2003  | Сокорро (Нью-Мексико)       | LINEAR                     |
| (115890) 2003 VE2                | 2003 VE2             | 3 листопада 2003  | Сокорро (Нью-Мексико)       | LINEAR                     |
| 115891 Скоттмайкл (Scottmichael) | 2003 VW2             | 14 листопада 2003 | Обсерваторія Столова Гора   | Дж. Янґ                    |
| (115892) 2003 VR3                | 2003 VR3             | 15 листопада 2003 | Обсерваторія Кітт-Пік       | Spacewatch                 |
| (115893) 2003 VA4                | 2003 VA4             | 14 листопада 2003 | Паломарська обсерваторія    | NEAT                       |
| (115894) 2003 VD4                | 2003 VD4             | 14 листопада 2003 | Паломарська обсерваторія    | NEAT                       |
| (115895) 2003 VE6                | 2003 VE6             | 14 листопада 2003 | Паломарська обсерваторія    | NEAT                       |
| (115896) 2003 VF6                | 2003 VF6             | 14 листопада 2003 | Паломарська обсерваторія    | NEAT                       |
| (115897) 2003 VF8                | 2003 VF8             | 14 листопада 2003 | Паломарська обсерваторія    | NEAT                       |
| (115898) 2003 VO9                | 2003 VO9             | 15 листопада 2003 | Паломарська обсерваторія    | NEAT                       |
| (115899) 2003 VR9                | 2003 VR9             | 15 листопада 2003 | Обсерваторія Кітт-Пік       | Spacewatch                 |
| (115900) 2003 VZ9                | 2003 VZ9             | 4 листопада 2003  | Сокорро (Нью-Мексико)       | LINEAR                     |